# Pi5 Orionis
Título a ser usado para criar uma ligação interna é Pi5 Orionis.
Pi5 Oriontis (8 Oriontis) é uma estrela na direção da constelação de Orion. Possui uma ascensão reta de 04h 54m 15.10s e uma declinação de +02° 26′ 26.4″. Sua magnitude aparente é igual a 3.71. Considerando sua distância de 1342 anos-luz em relação à Terra, sua magnitude absoluta é igual a −4.36. Pertence à classe espectral B2III SB.